# Луців Андрій Михайлович
Андрій Михайлович Луців (8 квітня 1974, Ходорів) — радянський та український футболіст та футзаліст.

## Біографія

### Футбольна кар'єра
Народився в Ходорові. Почав виступати за команду «Цукровик» (Ходорів). Закінчив Львівське училище фізичної культури, після якого опинився на зборах у львівських «Карпатах», проте до команди не був включений. Причиною стала вроджена вада серця, тому лікарі не хотіли ризикувати і з великим футболом у Андрія виникли великі проблеми. В підсумку Луців став грати у аматорській команді «Карпати» (Кам'янка-Бузька), яка 1991 року виступала у Другій лізі СРСР, в якій Луців того сезону провів 25 матчів.
Після розпаду СРСР на початку 1992 року Андрій провів три матчі у новоствореній Перехідній лізі України, а потім з літа того ж року провів свої три єдині матчі у Вищій лізі України у складі чернівецької «Буковини» (2 матчі у сезоні 1992 і ще один у сезоні 1992/93).
Після цього Луців перебував на оглядинах у дніпропетровському «Дніпрі», мав запрошення від ФК «Львів», німецької команди нижчого дивізіону, але в жодній з команд так і не залишився, в підсумку виступав в аматорському чемпіонаті, граючи в сезоні 1993/94 за «Домобудівник» (Бурштин), а у сезоні 1994/95 — за «Промінь» (Самбір).
Влітку 1995 року футболіст повернувся до професіонального футболу, зігравши до кінця року у 20 іграх Другої ліги України у складі «Авангарда» (Жидачів).
З 1996 року грав у Польщі у першій і другій лігах, зокрема у сезоні 1997/98 виступав у нижчоліговій польській «Ладі» (Білгорай)
На початку 1999 року повернувся до України і до осені 2000 року виступав за друголіговий клуб «Цементник-Хорда».
Завершив виступи у великому футболі в клубі «Енергетик» (Бурштин), де грав у Другій лізі протягом першої половини 2001 року.
Згодом у 2013 році провів один матч в аматорському кубку України з футболу за закарпатське «Петрово» (Пийтерфолво), а у 2014—2015 роках грав у чемпіонаті Львівської області з футболу за клуби «Острів» (Чорний) та «Галичина» (Великий Дорошів).

### Футзальна кар'єра
Ще під час виступів у великому футболі, з 1994 року Луців під час зимової перерви виступав за футзальний львівський клуб «Україна».
2001 року до Луціва звернувся з пропозицією президент новоствореного львівського футзального клубу «Енергія» Олександр Стефанків і Андрій вирішив перейти до футзалу. Відтоді за львів'ян футболіст провів понад 200 матчів. Разом з командою спочатку виходив із першої у вищу лігу, а потім здобував історичне золото чемпіонату 2006/07, виступав у футзальному Кубку УЄФА сезону 2007/08, а також став автором ювілейного 300-го голу львів'ян у Вищій лізі чемпіонату України.
На початку 2009 року став гравцем польського футзального клубу «Хуртап» (Ленчиця), а потім став граючим тренером футзального клубу «Грембах» (Лодзь).
У сезоні 2010/11 був граючим тренером «Енергії-2» (Львів), фарм-клубу «енергетиків», що виступав у Першій футзальній лізі України. В подальшому у сезонах 2011/12 і 2014/15 грав за ковельський футзальний клуб «Шанс-Авто».
З початку 2015 року став граючим тренером клубу польської футзальної Екстракласи «Ред Девілз» (Хойніце). 22 квітня розірвав контракт з клубом з обопільної згоди.
З початку сезону 2015/16 став гравцем польського футзального клубу «Хейро» (Ряшів), паралельно обійнявши посаду помічника тренера.

## Титули та досягнення
- Чемпіон України: 2006/2007
- Срібний призер чемпіонату України (2): 2005/2006, 2007/2008
- Бронзовий призер чемпіонату України (1): 2009/2010
- Фіналіст Кубка України: 2006
- Фіналіст Суперкубка України (2): 2006, 2007
- Фіналіст Кубка ліги (2): 2003, 2005

## Особисте життя
Одружений з Наталією, має сина Максима, що народився 1996 року у Польщі, і дочку Наталію 2002 року народження.